# Fabricante de equipo original
Se denomina fabricante de equipo original (en inglés: Original Equipment Manufacturer, siglas: OEM, literalmente «fabricante de equipamiento original») a la empresa que manufactura productos que luego son comprados por otra y vendidos al por menor bajo la marca de la empresa compradora (a veces conocida como empresa reenvasadora). 
Las siglas OEM comúnmente hacen referencia a la empresa fabricante del producto original; por ejemplo, si Acme Manufacturing Co. fabrica cables de alimentación que se usan en ordenadores IBM, Acme es el OEM, y el cable es un producto OEM (o también llamado «producto genérico»). En ocasiones hay productos OEM en venta directamente al público; se caracterizan por no venir con los envoltorios o cajas propios de la venta al público sino con los de distribución a minoristas, y tienen un precio más barato.
También se puede aplicar el nombre de OEM a todo el proceso de subcontratación de la fabricación de los productos de una empresa. Se da cada vez más en las grandes multinacionales que dejan de producir ellas mismas sus equipos o bienes y los encargan a terceros. Estos los fabrican con los colores, formas, logos, etc. específicos de cada compañía, con lo que el cliente final siempre verá un producto de la marca que está comprando, como si lo hubiera fabricado la empresa o compañía original.
Las empresas OEM pueden incluso fabricar el mismo producto para diferentes marcas, e incluso competencia, creando el mismo de manera personalizada. Es un fenómeno cada vez más extendido en todos los ámbitos de la producción, sobre todo en equipos industriales, textiles, informáticos, automóviles, etcétera.

## Informática
En el caso de la informática, los productos OEM pueden ser tanto hardware como software.

### Software OEM
En la mayoría de los casos, una versión OEM de un software sólo se vende en combinación con algún tipo de hardware.
El software está enfocado a un modelo de negocio business-to-business (b2b). Dos empresas se alían para ofrecer al usuario un producto final más completo. Por eso, hay que entender el modelo de negocio OEM en este contexto. Un usuario final verá que el producto que ha adquirido tiene un mayor valor añadido. 
Existen dos formas de implementar un OEM: 
- Preinstalando el software en el hardware: por ejemplo, el sistema operativo Microsoft Windows en muchas de las computadoras personales o programas antivirus en las computadoras portátiles.
- Entregando el software en un formato físico (normalmente en discos ópticos) junto con el hardware.

En el caso del software OEM, es posible que el usuario final reciba soporte técnico para cuestiones relacionadas con este tipo de software, directamente de aquella empresa que le vendió el hardware o con la empresa desarrolladora del software instalado.

### Hardware OEM
Se diferencia de las versiones detal en que carece de envoltorio colorido, accesorios como cables/tornillos o no incluyen software. Muchos fabricantes de hardware industrial ofrecen esta opción para que los clientes integren los equipos en sus propios envoltorios, cajas o sistemas.
En la actualidad, muchas empresas como: Dell, HP, IBM, Lenovo, Acer, Toshiba, Cisco, utilizan algunas veces a grandes OEM para reducir los costos de sus productos y entregar un producto competitivo a sus clientes, incluso en fábricas de América Latina.

## Automoción
En algunos países, como México, la cadena de suministro de auto partes es bastante complicada, controlada y altamente exigente. Los proveedores se clasifican en función de su distancia con el OEM, quien es responsable de poner el producto en el mercado. Se le conoce como TIER 1 a los proveedores directos de las OEM y son estrictamente vigilados en materia de la calidad, tiempo y costos de todos sus componentes y partes de subensambles. En este orden, TIER 2, son las compañías que surten de componentes a las TIER 1 y así sucesivamente con los TIER 3, que proveen a los TIER 2.
Un ejemplo de OEM a continuación en automoción es el modelo de automóvil Suzuki Alto:
- En la primera Generación (1979-1984)

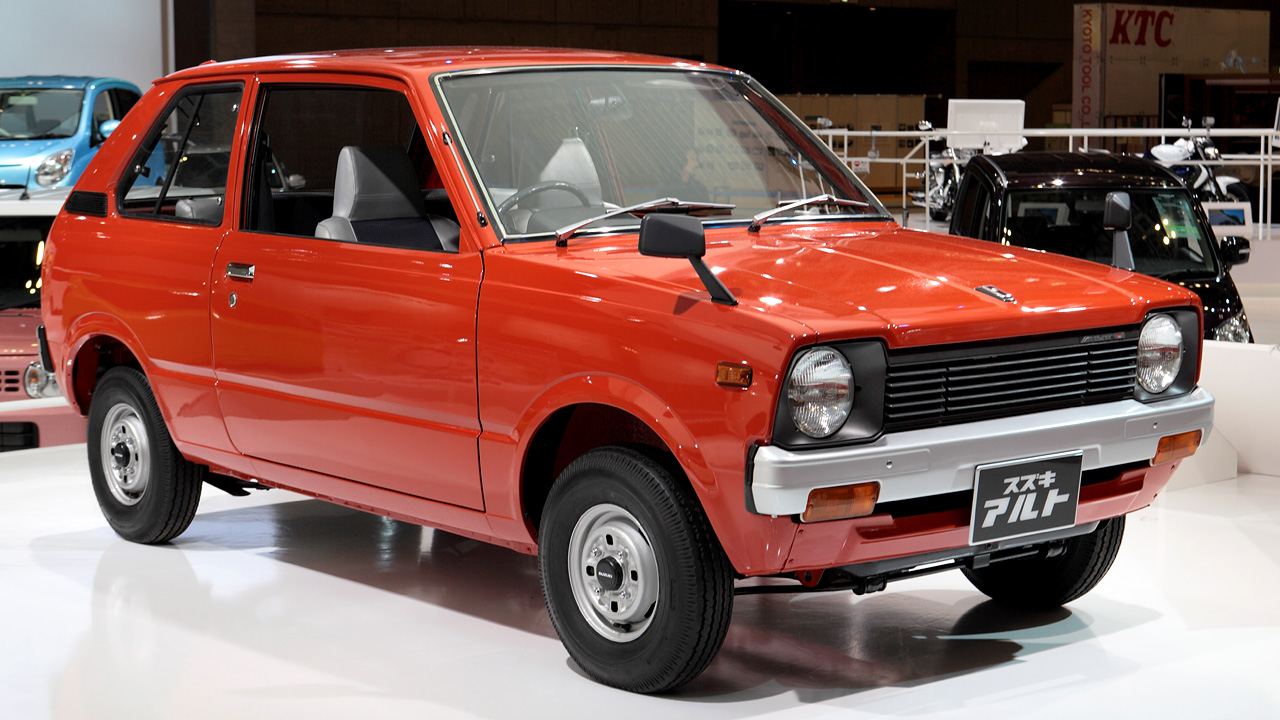
Suzuki Alto 1ra generación (Japón)
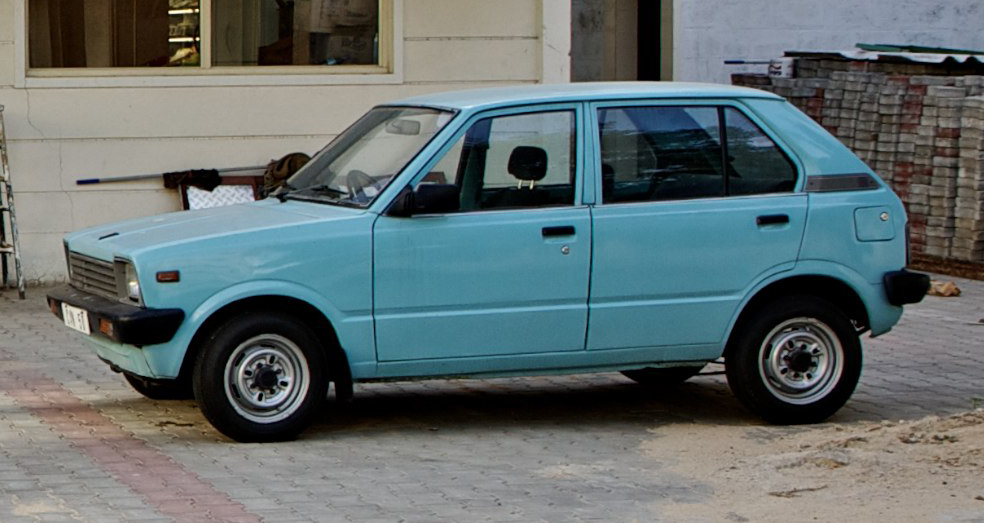
Maruti 800 (India)

- En la segunda Generación (1984-2019)

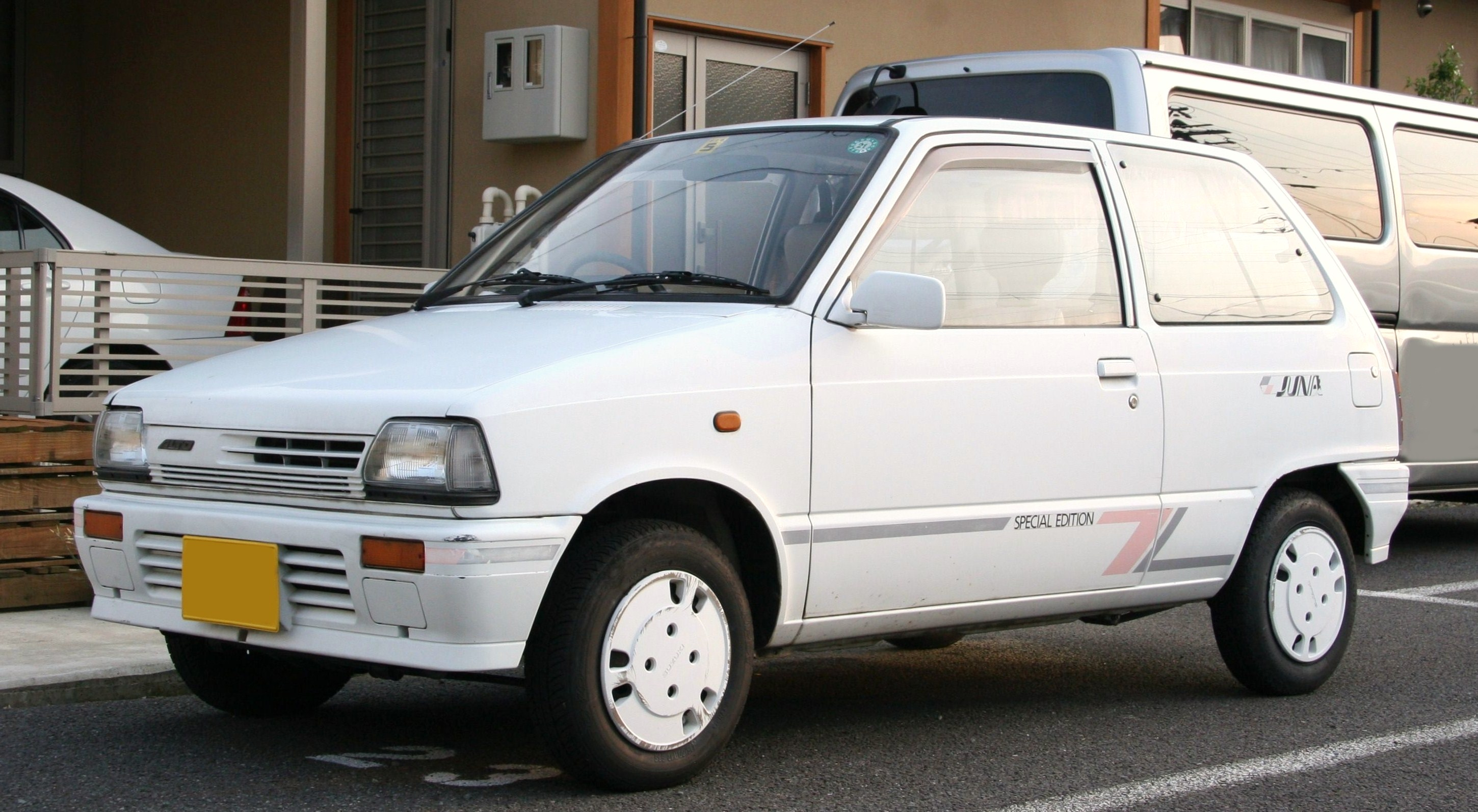
Suzuki Alto 2da generación (Japón)
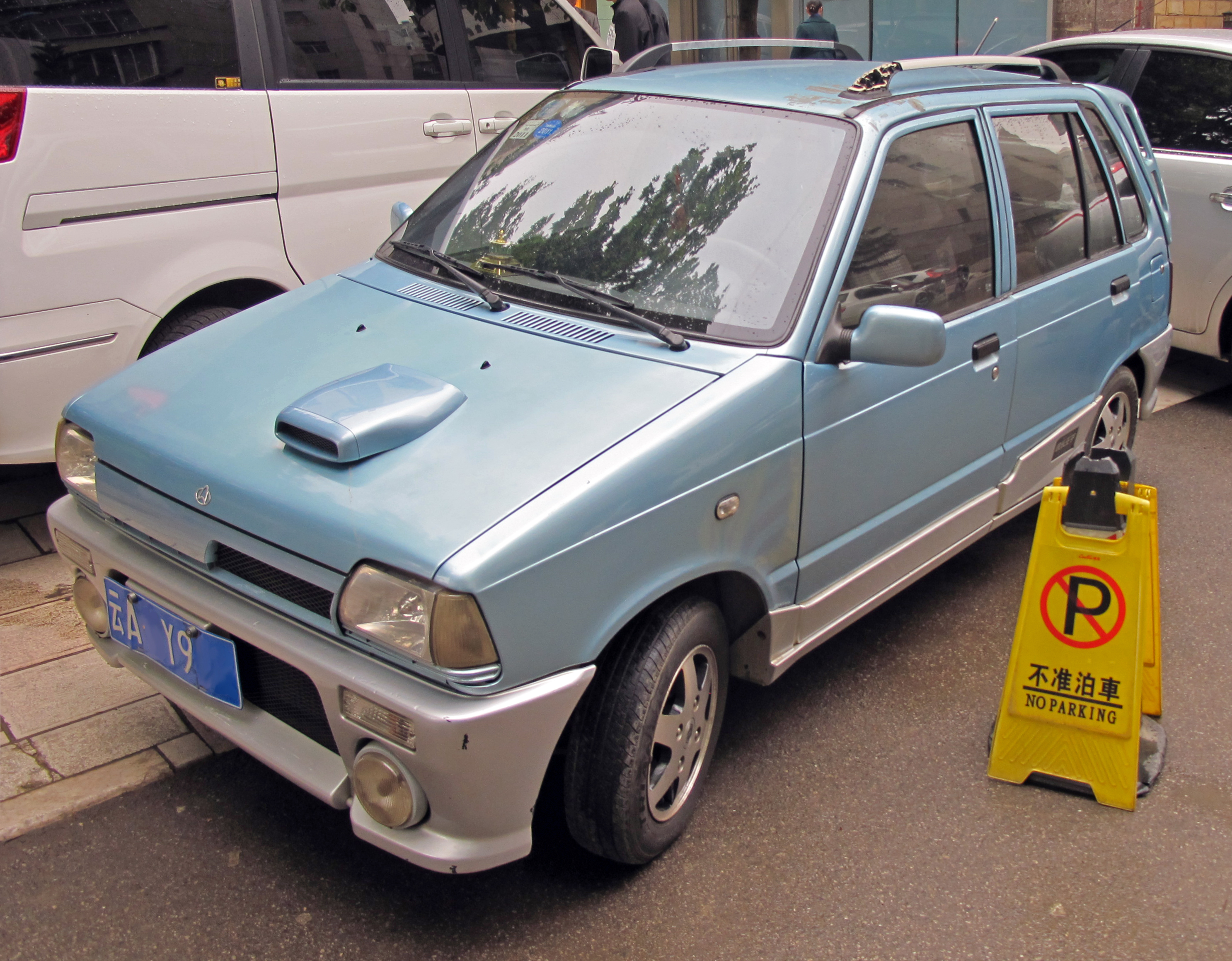
Chang'an Happy Prince (China)

- En la tercera Generación (1988-2001)

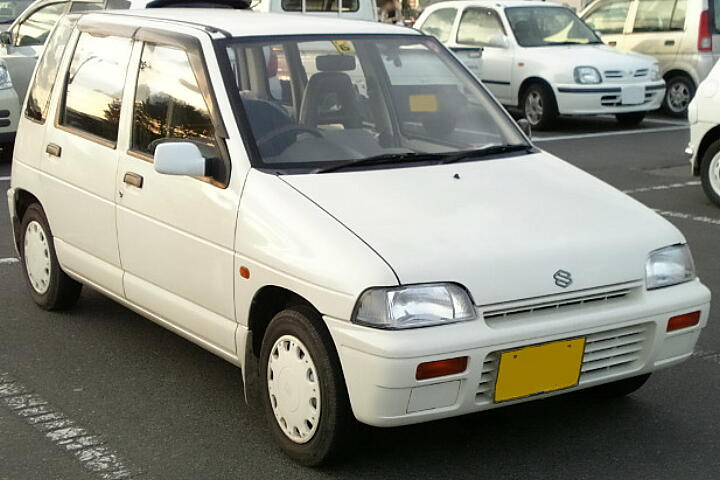
Suzuki Alto 3ra generación (Japón)
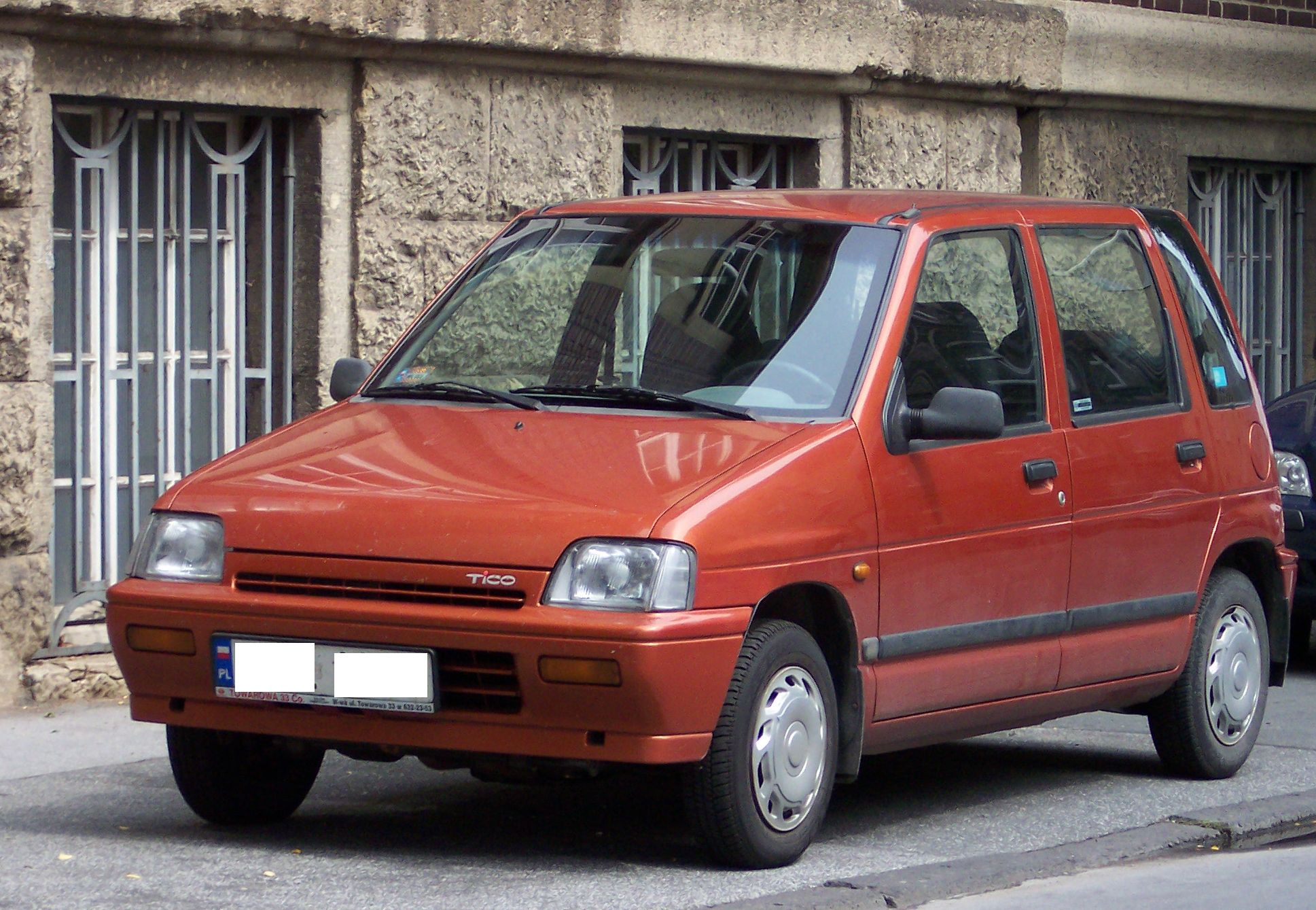
Daewoo Tico (Corea del Sur)

- En la cuarta Generación (1994-1998)

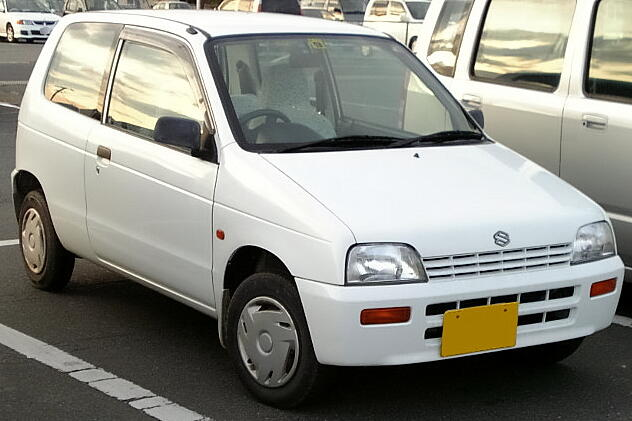
Suzuki Alto 4ta generación (Japón)
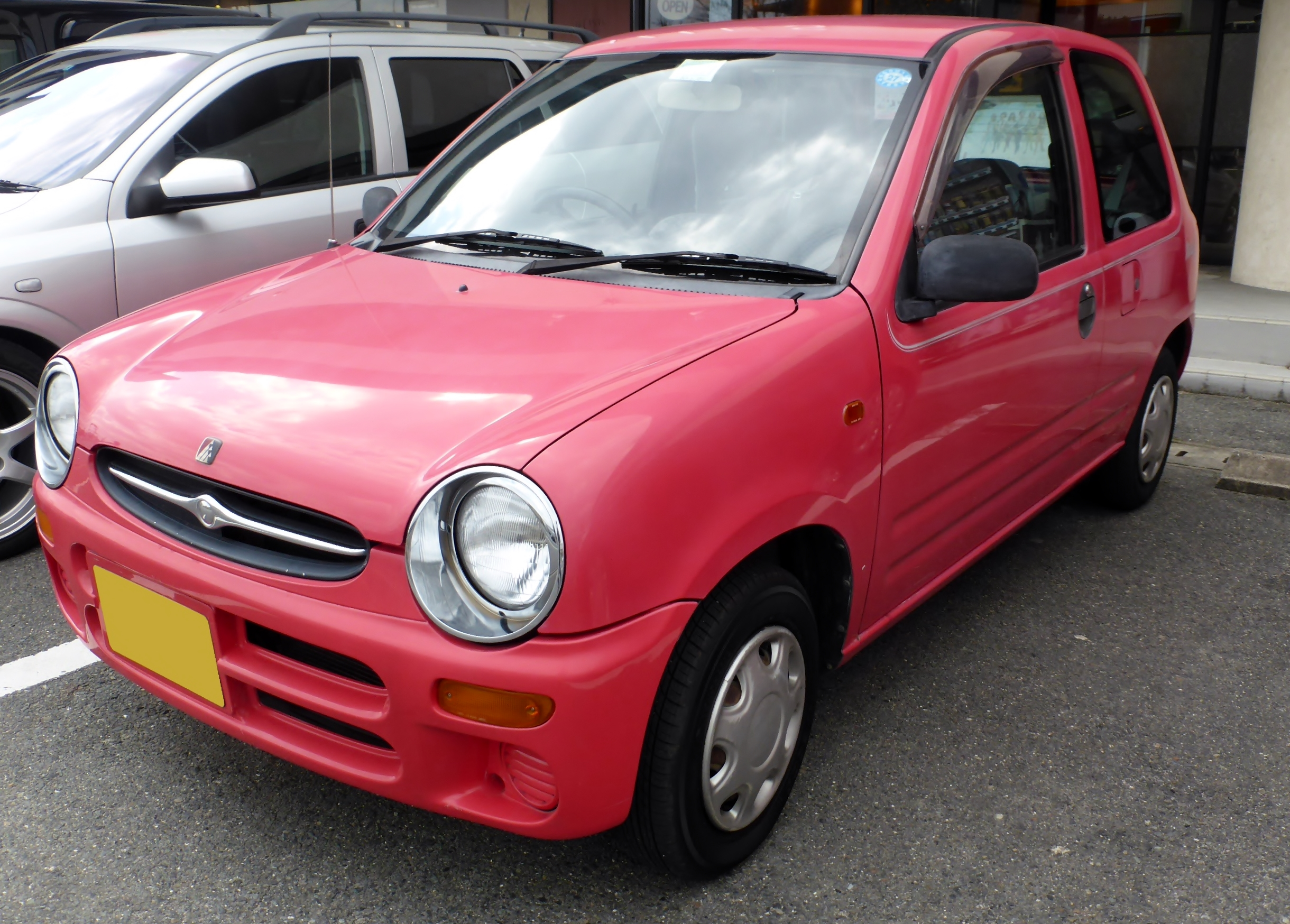
Autozam Carol (Mazda) (Japón)

- En la quinta Generación (1998-2014)

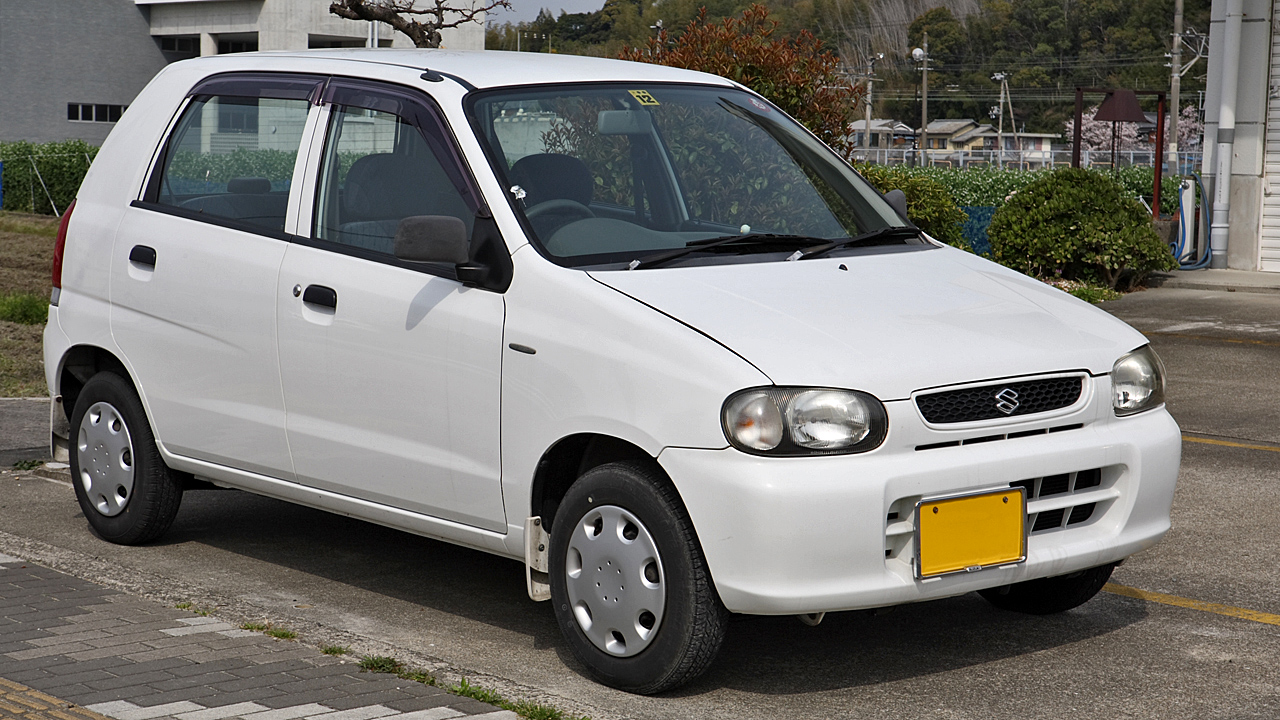
Suzuki Alto 5ta generación (Japón)
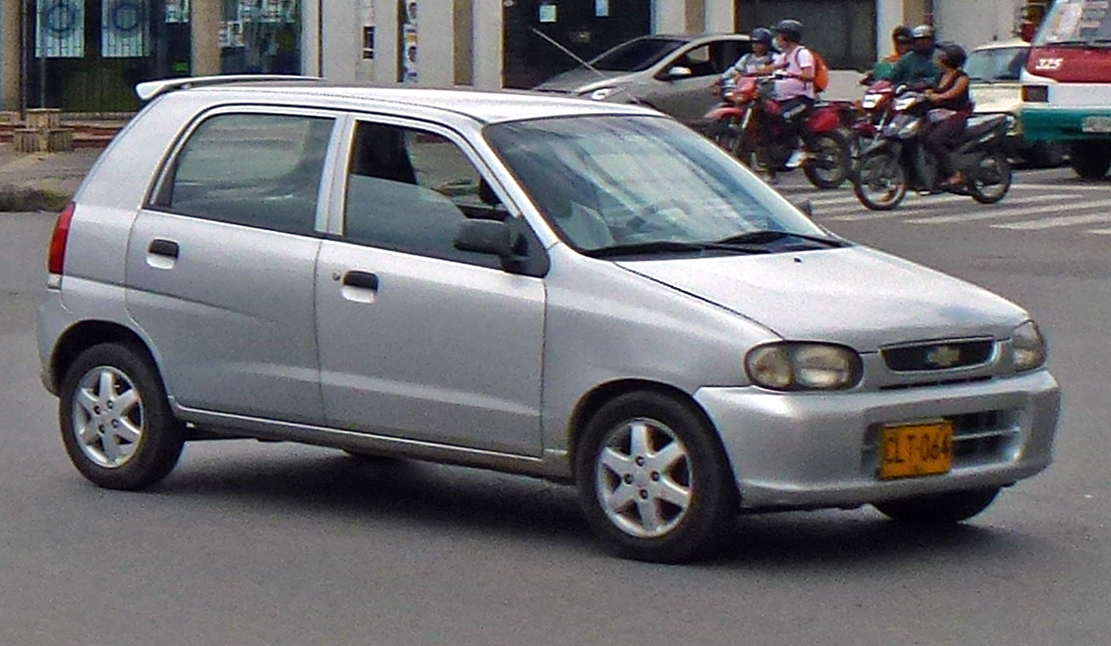
Chevrolet Alto (Colombia)

- En la sexta Generación (2004-2009)

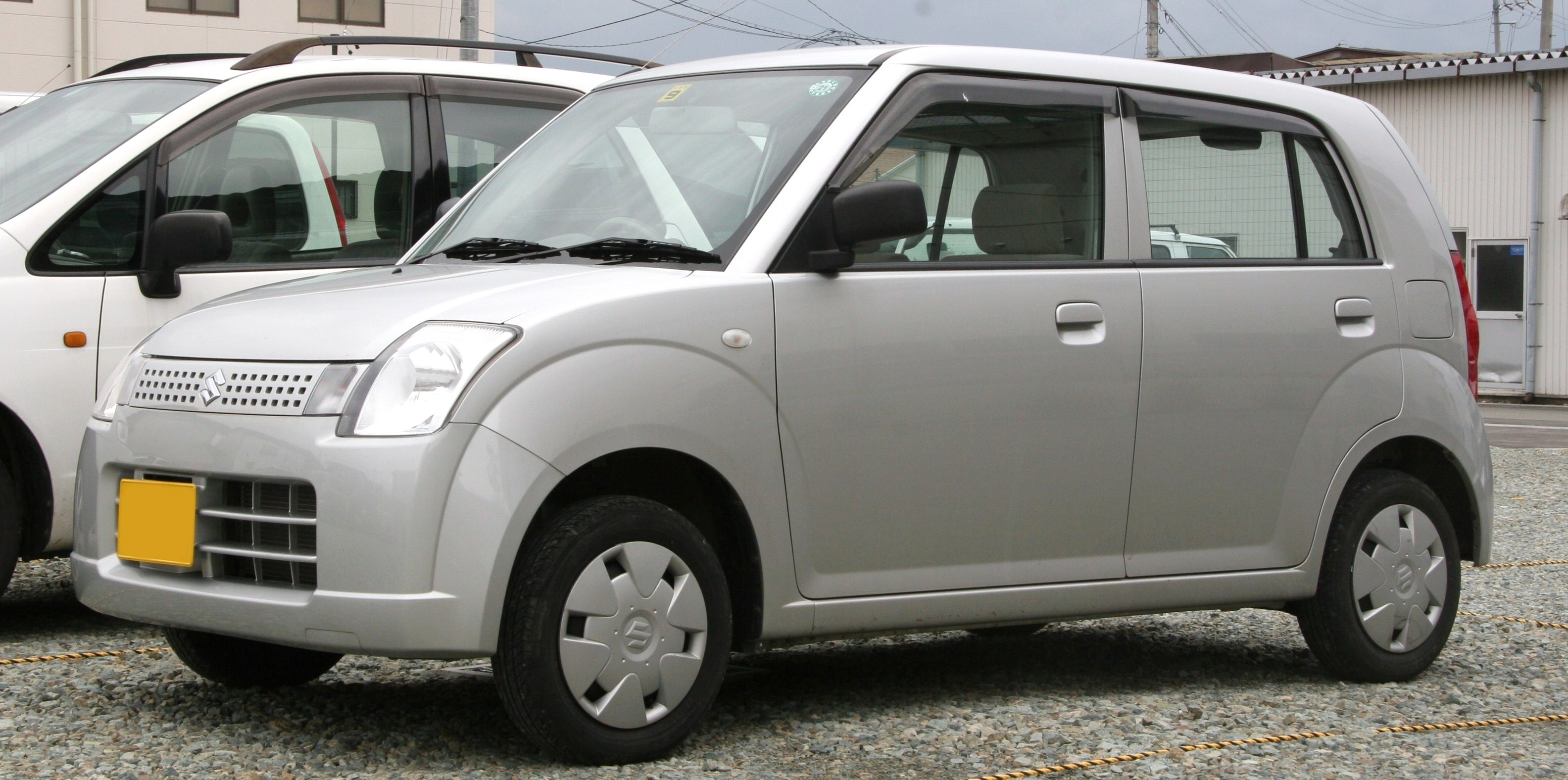
Suzuki Alto 6ta generación (Japón)

- En la septima Generación (2009-2014)

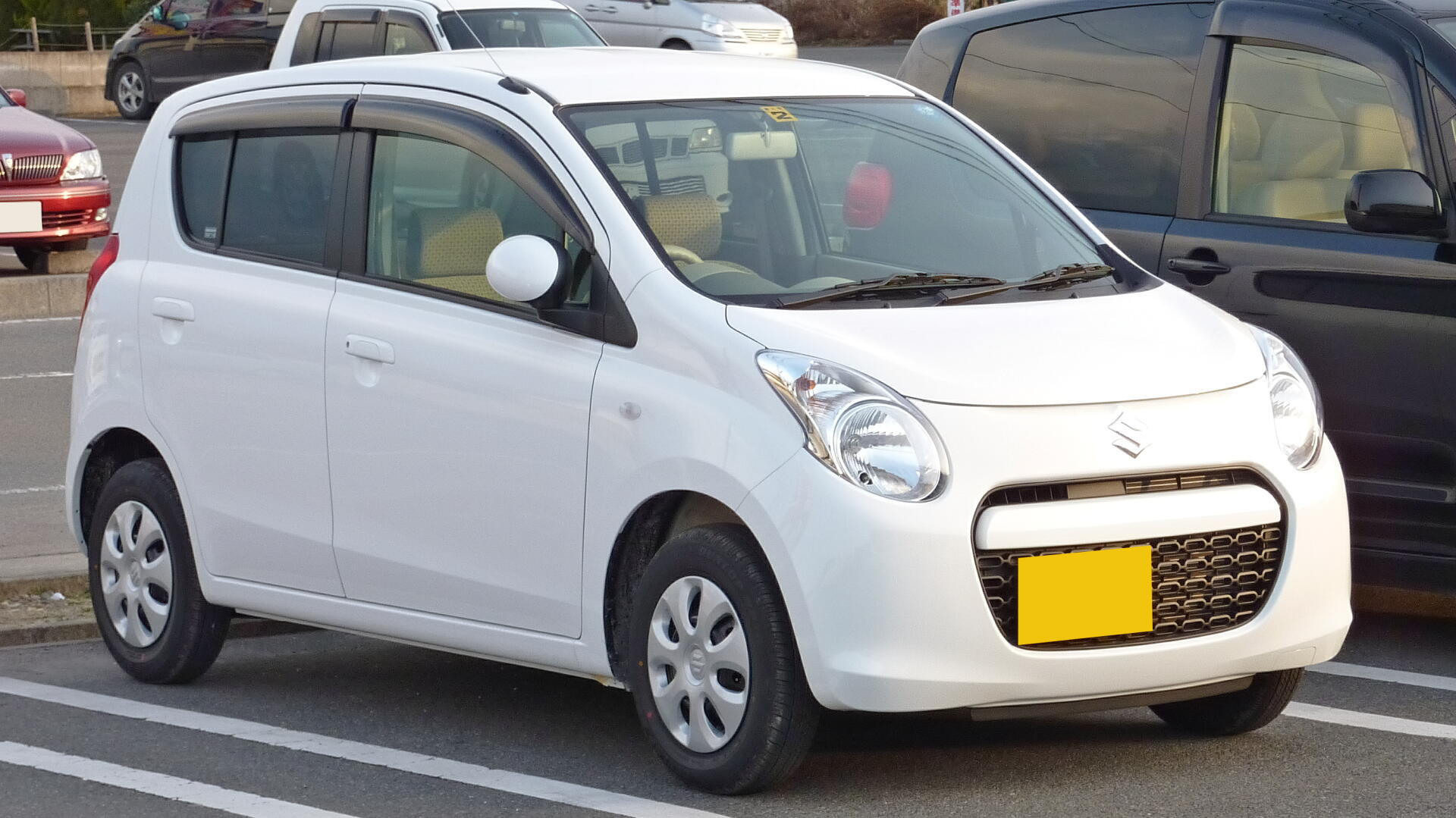
Suzuki Alto 7ma generación (Japón)
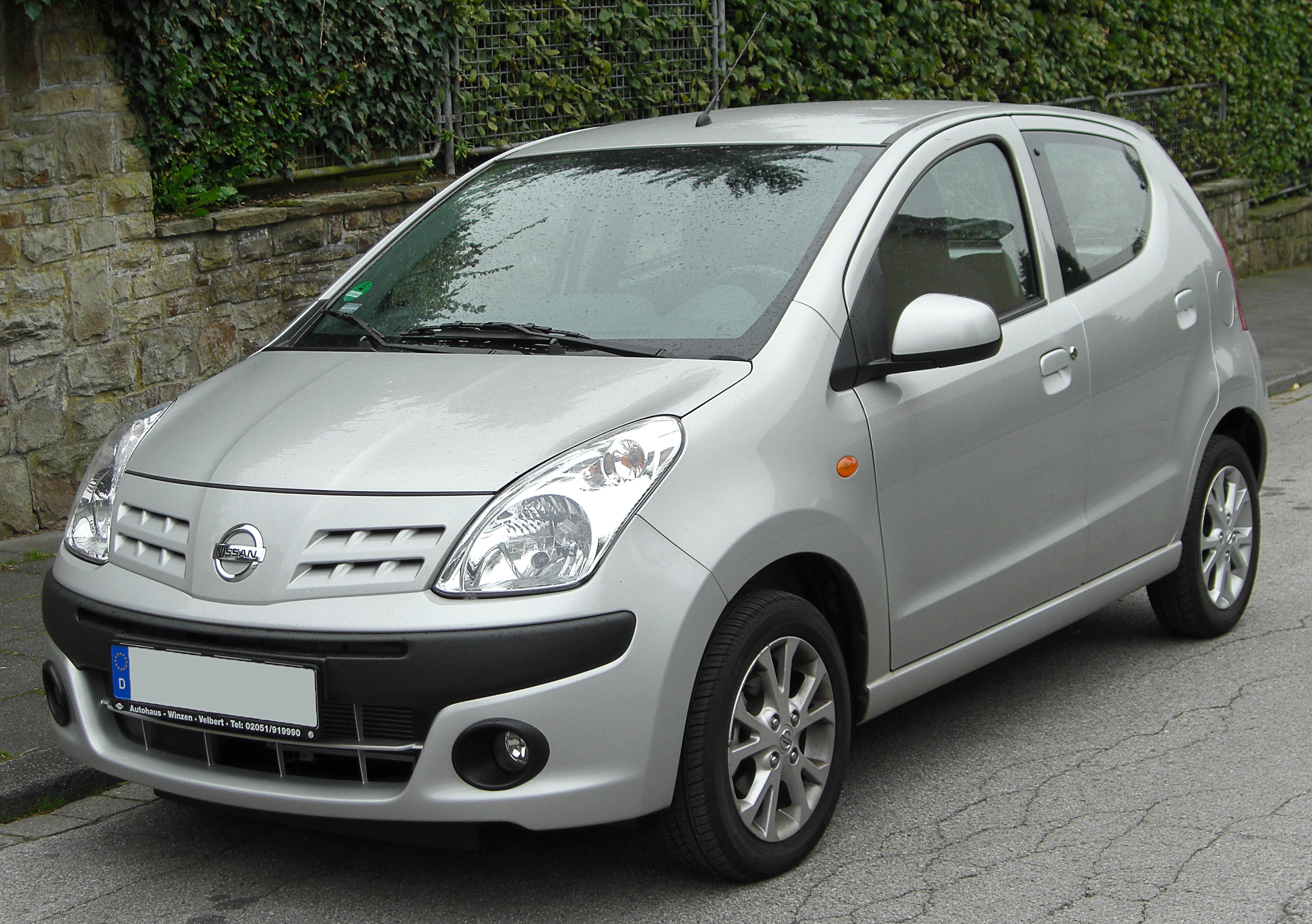
Nissan Pixo (Japón)

- En la octava Generación (2014 en adelante)

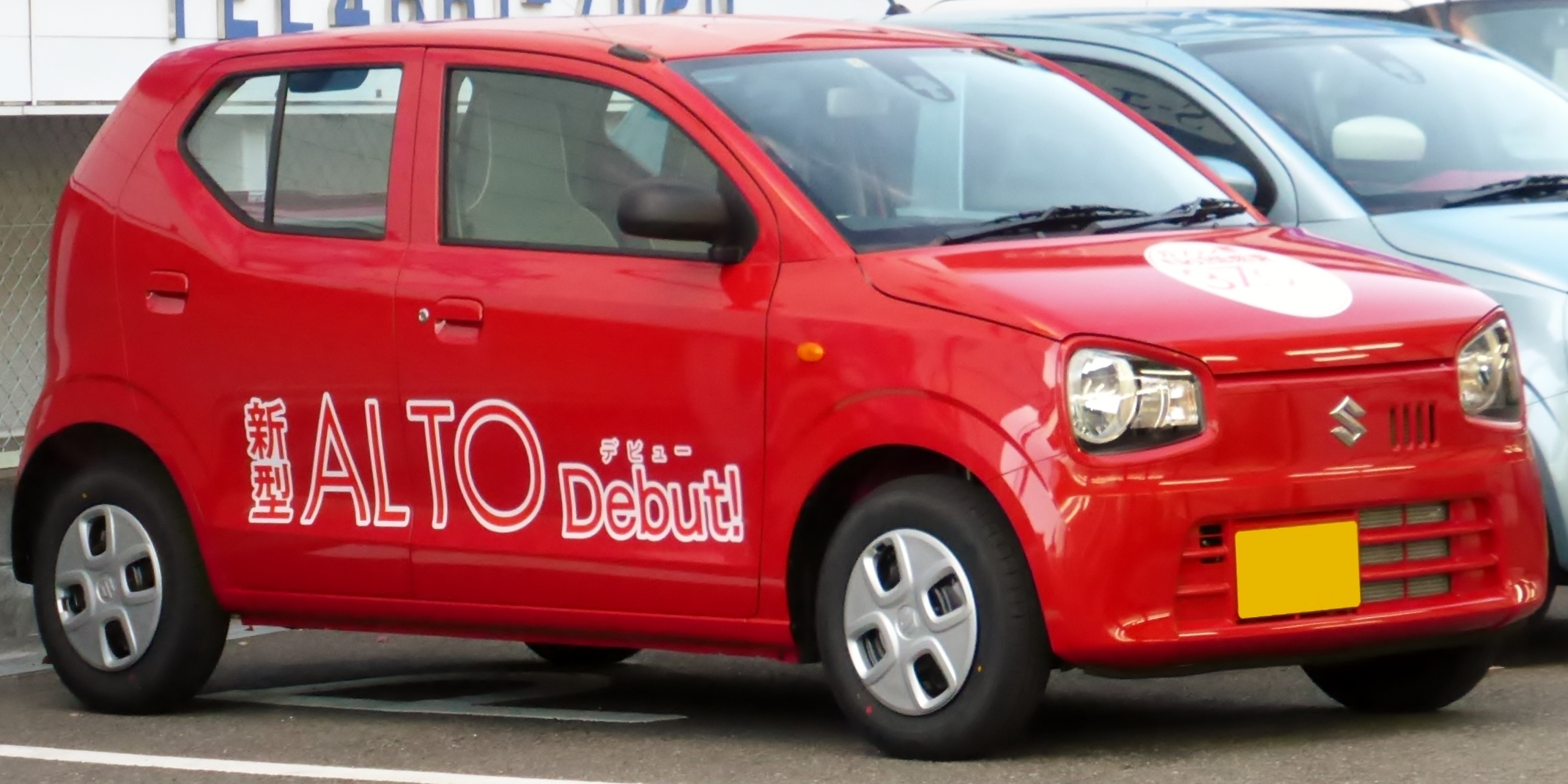
Suzuki Alto 8va generación (Japón)
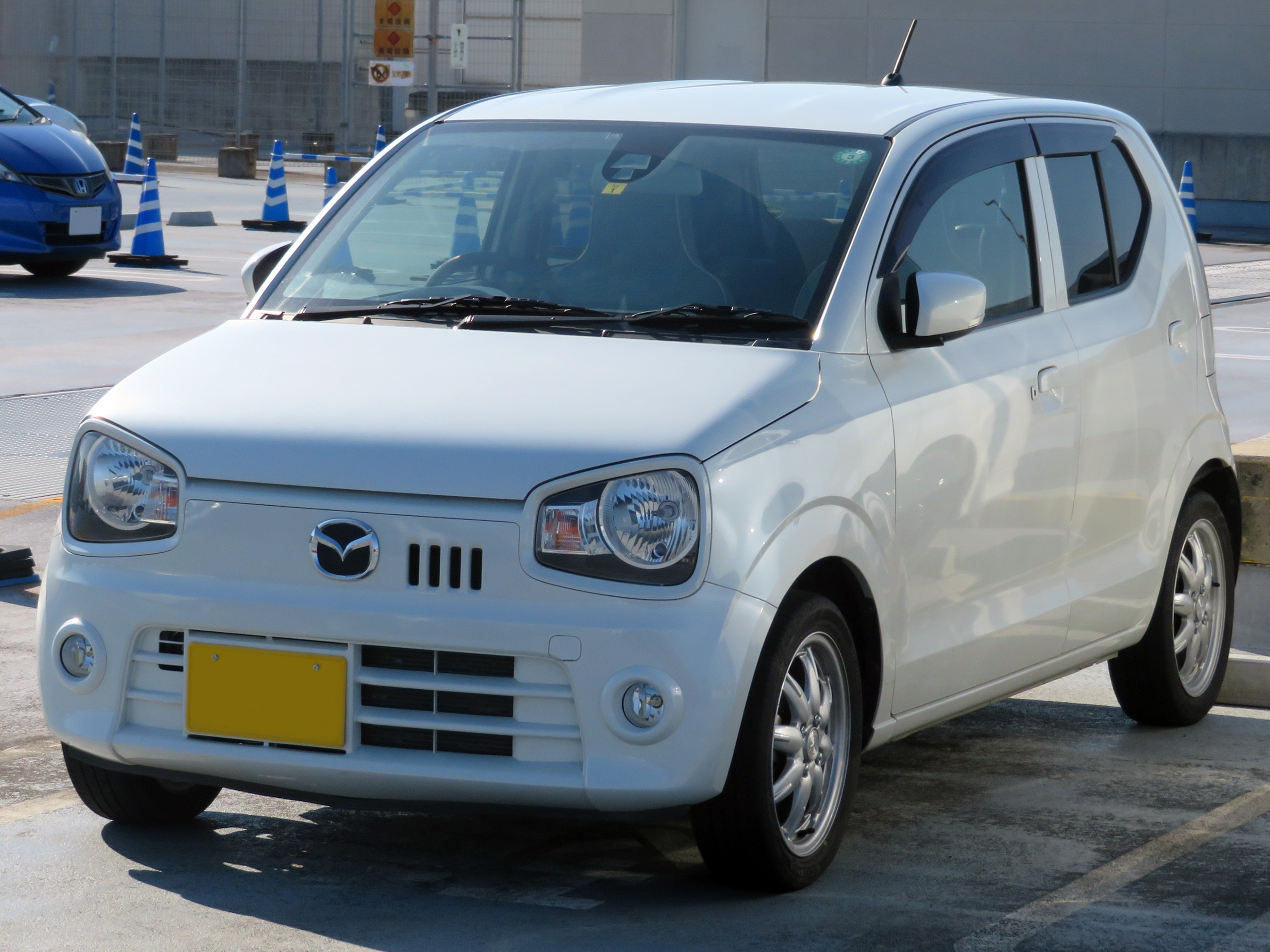
Mazda Carol, 7ma generación (Japón)

- En la novena Generación (2021 en adelante)

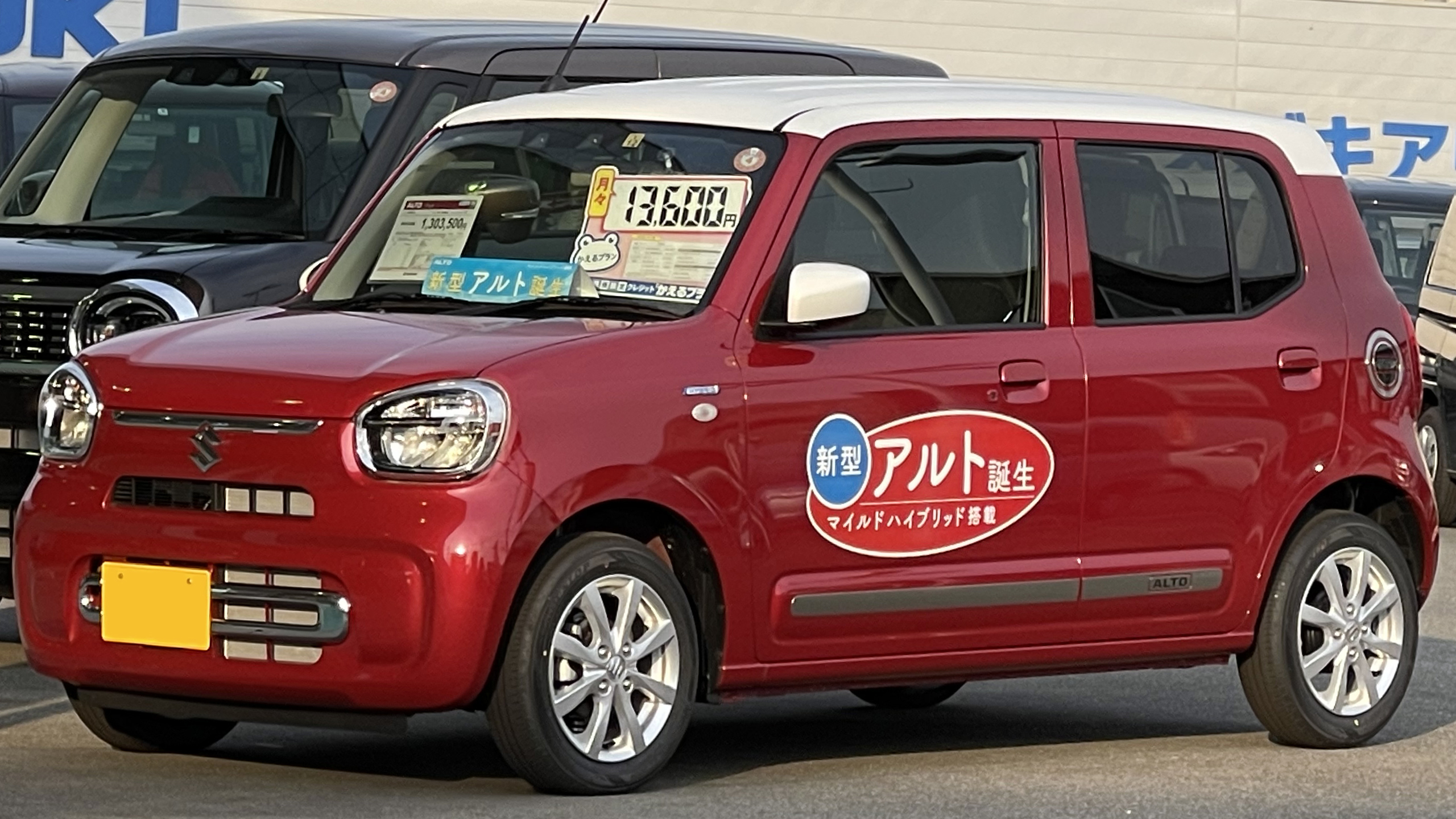
Suzuki Alto 9na generación (Japón)
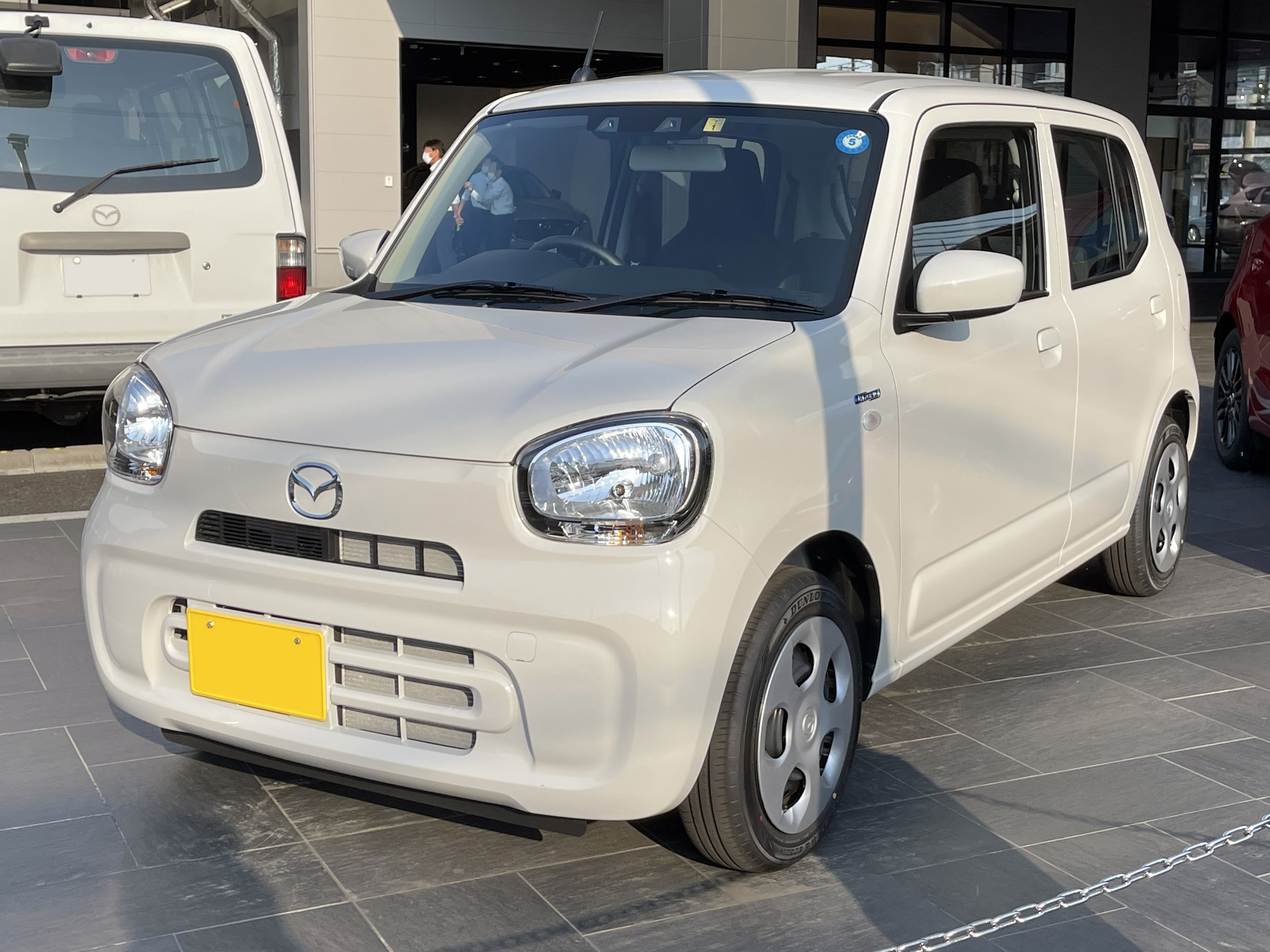
Mazda Carol, 8va generación (Japón)